# Federatie Mobiliteitsbedrijven Nederland
De Federatie Mobiliteitsbedrijven Nederland (FMN) is een samenwerkingsverband van de vervoersbedrijven Arriva, EBS, Keolis, Qbuzz en Connexxion (Transdev). De vereniging werd opgericht op 10 april 2008 in Den Haag. Partijen met internationale ervaring die op dit moment ieder een deel van het Nederlandse regionale vervoer verzorgen.